# Maler von Bologna 433
Der Maler von Bologna 433 war ein griechischer Vasenmaler, der Ende des 6. Jahrhunderts v. Chr. in Athen tätig war.
Der Maler von Bologna 433, der etwa zur selben Zeit wie die sogenannte „Pioniergruppe“ des rotfigurigen Stils aktiv war, gehörte zu den frühesten rotfigurigen Schalenmalern. Wie auch andere Schalenmaler dieser Zeit testete der Maler von Bologna 433 die Möglichkeiten der neuen Technik aufgrund der vergleichsweise kleineren Arbeitsfläche – des Inneren sowie der beiden Außenseiten der Schalen – noch nicht in derselben Tiefe aus, wie es die Vertreter der Pioniergruppe auf größeren Vasen schon taten, dennoch trugen auch die Schalenmaler ihren Teil zum Erfolg des neuen Stils bei.
Lucy Talcott hat die Handschrift des Vasenmalers innerhalb des zehntausende Teile umfassenden Bestandes bekannter attisch-rotfiguriger Vasen und Fragmente erkannt, als sie bei Ausgrabungen auf der Athener Agora, an denen sie beteiligt war, bei einer der gefundenen Schalen stilistische Ähnlichkeiten mit einer weiteren Schale im Museo Civico Archeologico in Bologna erkannte. Die Athener Schale wurde an der Pnyx, in einer mit Schutt von der Zerstörung durch die Perser verfüllten Rinne gefunden. John D. Beazley übernahm diese Zuschreibungen und ergänzte sie noch um zwei vergleichbare Stücke (compare). Schon Talcott beschrieb den Stil als in der Art des Euergides-Malers und verglich sie mit Schalen im Metropolitan Museum of Art in New York City und im Louvre. Auch Beazley gruppierte ihn in den Umkreis des Malers. Bei allen Schalen wurde einzig das Innere verziert, die Außenseiten blieben schwarz überzogen.
Werkliste
Die beiden ersten Werke sind dem Maler zugeschrieben, die beiden folgenden stilistisch vergleichbar:
1. Agora-Museum, Athen, Inventarnummer P 24103; gefunden auf der Athener Agora; Motiv Innen: nackter junger Boxer[4]
2. Museo Civico Archeologico, Bologna, Inventarnummer P 2410; gefunden in Bologna; Motiv Innen: zwei nackte Boxer beim Kampf[5]
3. Akropolismuseum, Athen, Inventarnummer 175 (fragmentiert); gefunden in Athen; Motiv Innen: Reste der Darstellung eines Jünglings: Hinterkopf, Ohr, Schulter[6]
4. Museo Archeologico Nazionale di Adria, Adria, Inventarnummer BC92 (= 7958, fragmentiert); gefunden in Adria; Motiv: Reste eines nackten Speerwerfers[7]